# Klaus Ehl
Klaus Ehl (* 16. August 1949 in Paderborn) ist ein ehemaliger deutscher Leichtathlet.
Er startete für die Bundesrepublik Deutschland bei den Olympischen Spielen 1972 in München mit der 4-mal-100-Meter-Staffel, wobei er die Bronzemedaille gewann (38,79 s; zusammen mit Jobst Hirscht, Karlheinz Klotz und Gerhard Wucherer; Klaus Ehl als Schlussläufer). Bei denselben Spielen trat er auch im 100-Meter-Lauf an, schied jedoch im Vorlauf aus.
Für den Gewinn der Bronzemedaille bei der Olympiade 1972 in München erhielten er und die Mitglieder der 4-mal-100-Meter-Staffel am 11. September 1972 das Silberne Lorbeerblatt.
Auf nationaler Ebene errang Ehl neun Meistertitel und zwei Bronzemedaillen. Davon fünf Meistertitel mit der 4-mal-100-Meter-Staffel und zwei weitere in der Halle mit der 4-mal-400-Meter-Staffel des TV Wattenscheid. 1975 gewann er seine einzigen Einzeltitel über 100 und 200 Meter.
Er startete auch bei den Europameisterschaften 1974 in Rom (4-mal-100-Meter-Staffel und 100-Meter-Lauf) und bei den Olympischen Spielen 1976 in Montreal (4-mal-100-Meter-Staffel), ohne aber die Endläufe zu erreichen.
Klaus Ehl gehört dem TV Wattenscheid an. In seiner aktiven Zeit war er 1,88 m groß und wog 80 kg. Ehl wohnt in Wattenscheid, ist verheiratet, hat zwei Kinder und unterrichtete die Fächer Sport und Kunst am Märkischen Gymnasium Wattenscheid. Er wurde im Jahr 2015 pensioniert.